# Zeche Wippsterz
Die Zeche Wippsterz in Dahlhausen ist ein ehemaliges Steinkohlenbergwerk. Das Bergwerk war auch unter den Namen Zeche Wypestertz, Zeche Wipsterz, Zeche Wipstert, Zeche Wipstürtz, Zeche Wippvogel und Zeche Wipsterz modo Zeche Sonnenschein bekannt. Das Bergwerk gehörte zum Bergrevier Dahlhausen.

## Bergwerksgeschichte
Das Bergwerk war bereits im Jahr 1720 in Betrieb. Am 19. Dezember des Jahres 1732 wurde ein Längenfeld verliehen. Im Jahr 1739 gab es auf dem Bergwerk zunehmende Probleme. Zum einen verursachte das Bergwerk hohe Kosten, zum anderen hatte das Bergwerk zu diesem Zeitpunkt auch einen schlechten Absatz der geförderten Kohlen. Im selben Jahr wurde das Bergwerk vermessen. Im Jahr 1754 war das Bergwerk unter dem Namen Wypestertz in Betrieb. Im Jahr 1755 war das Bergwerk eine der größten Zechen in der Grafschaft Mark. In diesem Jahr waren 13 Bergleute auf dem Bergwerk beschäftigt. Im Jahr 1771 bestand das Bergwerk aus den beiden Flügeln Wippsterz und Lauseplatte. In den Jahren 1772 bis 1778 wurden die geförderten Kohlen über die Ruhr nach Kleve verschifft. Im Jahr 1796 wurde das Bergwerk in den Unterlagen nicht mehr genannt. Zu dem Zeitpunkt war das Bergwerk bereits stillgelegt. Erst im Jahr 1845 wurde das Bergwerk wieder in den Unterlagen erwähnt. Zu diesem Zeitpunkt war das Stollenmundloch des Bergwerks bereits verbrochen. Im Jahr 1857 und in den nachfolgenden Jahren war das Bergwerk wieder in Betrieb, das Grubenfeld wurde zu dieser Zeit durch die Zeche Vereinigte General & Erbstollen gelöst. Im Jahr 1867 war das Bergwerk noch in Betrieb, in diesem Jahr wurden 8921 Tonnen Steinkohle gefördert. Anschließend wurde das Bergwerk vermutlich in Fristen gelegt. Ab dem Jahr 1869 war das Bergwerk dann außer Betrieb.